# Fläckig havskatt
Fläckig havskatt (Anarhichas minor) är en nordlig medlem av havskattfamiljen.

## Utseende
Den fläckiga havskatten har en avlång kropp med ett stort huvud. Kroppen är ljust gulbrun till gråbrun med flera mörkare fläckar. Även den långa ryggfenan är fläckig. Den något ljusare buken är dock fri från fläckar. Käkarna har samma kraftiga muskler och krosständer som hos övriga havskattfiskar. Den kan bli upp till 180 centimeter lång, och väga upp till 26 kilogram. (Fiskerekordet lyder på 27,9 kilogram.)

## Vanor
Den fläckiga havskatten är en solitär bottenfisk som föredrar sand- och dybottnar på upptill 600 meters djup. Den lever främst på musslor, snäckor, sjöborrar och kräftdjur.

### Fortplantning
Den fläckiga havskatten leker under våren, då honan kan lägga upp till 50 000 ägg i klumpar på bottnen. Ynglen är pelagiska i några månader.

## Utbredning
Fisken lever huvudsakligen i norra Atlanten från Nova Scotia, södra Grönland, Island och Färöarna längs norska kusten till Vita havet i nordöst och Bergen i söder.
Den fläckiga havskattens utbredningsområde sträcker sig ungefär mellan 81°-42° nordlig bredd och från 71° västlig till 59° östlig längd. Den föredrar ett temperaturintervall mellan -1,3 och 9°C.

## Kommersiell användning
Den fläckiga havskatten är en populär matfisk. Man gör även läder av skinnet.

## Andra namn
Den fläckiga havskatten kallas också fläckstenbit, panterfärgad havskatt och tigerfläckad havskatt.